# 卡约·邦芬
卡约·奥利韦拉·德塞纳·邦芬（葡萄牙語：Caio Oliveira de Sena Bonfim，1991年3月19日—）生于联邦区索布拉丁荷，是一名巴西男子田径运动员，主攻竞走项目。他的母亲Gianetti Bonfim同样是一名竞走运动员。他的父亲则在索布拉丁荷当地的一家训练中心工作。父母均担任他的教练。邦芬曾在2005年至2007年间加入一家足球俱乐部。他在后来加入了巴西空军，2020年时军衔为中士。